# 手抄本

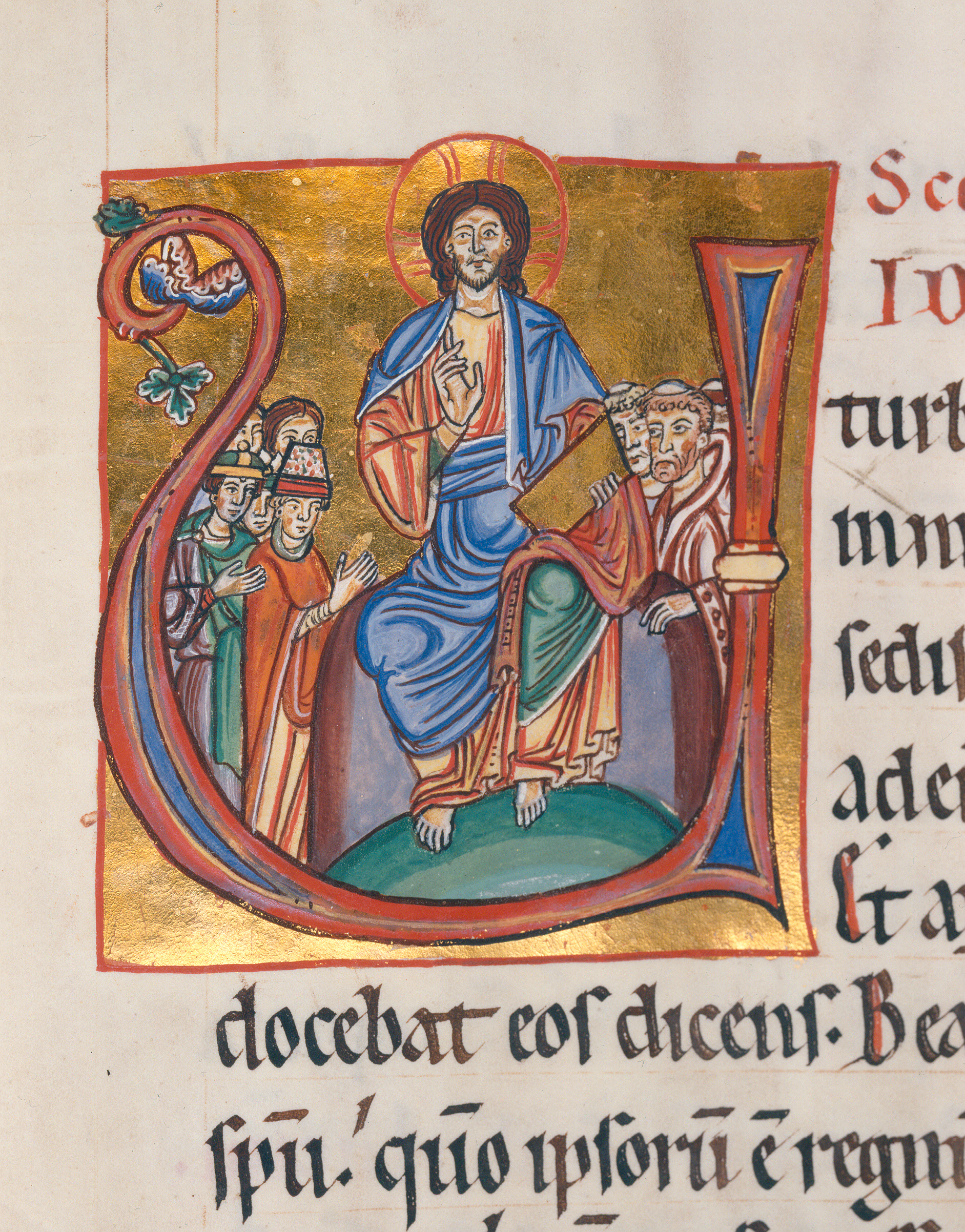
一份手抄本上的基督普世君王，德國巴登州立博物館

手抄本或逕稱抄本，又作鈔本、寫本、手寫本等，指的是用人手抄写而非用印刷製成的书籍。這是以手抄方法代替印刷出版的，在印刷术发明前，手抄本是主流的文化传播方式。英文單字的含义范围比「抄本」要广，相当于「寫本」：除了可以指抄本外，也可以指原作者未付梓的稿本。

## 東亞

### 中国

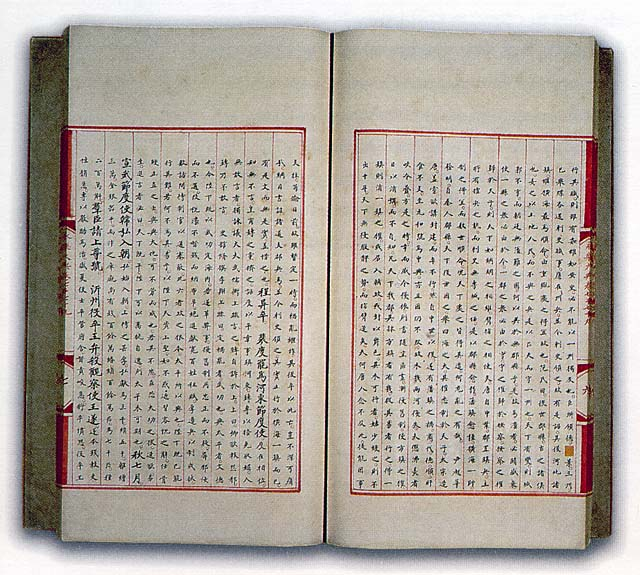
永乐大典抄本

东汉时期出现了成熟的造纸术，唐朝7世纪已出现雕版印刷术，但在古代，印刷出版的书仍是少数。大量的个人作品是用手抄的形式留存的。文房四宝是每个文人书房里必备的书写工具，书法也是士大夫的必备素养之一。中文古典典籍按照书写还是印刷而成，区分为抄本和刻本两种。“抄本”即“手抄本”简称。名家抄本具有更珍贵的收藏价值。
《红楼梦》最初就是以手抄本的形式流传的，《永乐大典》和《四库全书》也是人工抄写的。
现存最古老的抄本为西晋元康六年写的佛经残卷。
现存最古老的《古兰经》手抄本，成书年代可能在8世纪－13世纪，被撒拉族人视为民族的传世之宝。

#### 明清手抄本小说
被称为“中国古代十大手抄本”的明清小说，都一定程度上涉及淫秽狎亵：《海上花魅影》（清）袁枚抄本；《山水情》（明）高濂抄本；《双和欢》（清）吕天成抄本；《玉支肌》（明）沈德符抄本；《锦香亭》（清）李渔抄本；《雨花香》（清）纪晓岚抄本；《春消息》（明）文震亨抄本；《锦绣衣》（明）沈三白抄本；《人间乐》（明）田芝衡抄本；《归莲梦》（明）杨慎抄本。

### 日本
漢字「抄」原始字意與中國相仿，但在日本漢字中，「抄」又被引申成文集、手記的意思，著名代表文學有谷崎潤一郎的《春琴抄》、岡本加乃子的《老妓抄》。

## 埃及
在距今5000年前就有人用芦苇笔写在莎草纸上写字。那时的纸莎草写成的只能是卷轴，而不是装订成册的书籍。这给阅读带来诸多不便。

## 欧洲
欧洲最早使用的是埃及传入的莎草纸，此后很长一段时间使用羊皮纸，芦苇笔也为鹅毛笔所代替。3世纪—4世纪出现了册子本，5世纪时完全替代了卷轴。
在古希腊和古罗马时代，作家们并不亲自执笔，而是由秘书代写。
进入中世纪，大量的教士成为专职抄写人员。美仑美奂的泥金装饰手抄本内容大多为《圣经》，由鹅毛笔写在羊皮纸上，并有精美的微型画作为装饰。最早为爱尔兰和英格兰在4世纪—6世纪抄写，在卡洛林文艺复兴时期、及至文艺复兴时期均有大量的抄写，这些设计精良的手抄本对后世的书籍装帧设计和字体设计都产生了很大的影响。其一丝不苟的严谨精神亦令人肃然起敬。皇家手稿使用的羊皮纸往往是染作紫红色、黑色，涂上金箔，并以金色或银色墨水书写的。（参见圣经手抄本）
11世纪末，随着第一批大学的建立，手抄书从教士阶层走向民间。
而中国的印刷术在14世纪才传到西方。（應注意，中國雖是最早有印刷術之國家，然歐洲印刷術與中國印刷術無關，乃其自家獨立之發明。）

## 现代
在现代，印刷术已普及，但因为某些禁忌，有的书没有正式印刷出版，而以手抄方式传播和保存，它们往往是地下文学、次文化。例如中國文化大革命期间，对小说、诗歌等文学作品查禁甚多。大量个人创作的小说以手抄本的形式传播，稱為文革手抄本。總理遺言案中，伪造的周恩来遗嘱也以这种方式得以快速传播。
当电脑和复印机普及以后，手抄本一般不用作實際出版、流通用途，通常作為藝術或工藝傳承或宗教用途，如抄佛經。